# 阿里·拉里贾尼
阿里·拉里贾尼（波斯語：علی لاریجانی；1957年6月3日—），伊朗保守派政治家、哲學家，前伊斯蘭革命衛隊軍官以及前伊斯蘭議會議長。他的弟弟萨迪克·拉里贾尼是現任的確定國家利益委員會主席。
2005年至2007年擔任伊朗最高國家安全委員會秘書，任內擔任伊朗核問題最高談判代表。2008年當選伊斯蘭議會議員，同年就任議會議長。他與哈桑·鲁哈尼同為最高領袖阿里·哈梅内伊的代表。
根据宪法监护委员会的官方解释，阿里·拉里贾尼在第十四届总统选举中未通过资格审查，因此未被允许参选。
2020年4月2日，阿里·拉里贾尼的2019-nCoV测试呈阳性。
2025年8月5日，拉里贾尼第二次出任伊朗最高国家安全委员会秘书。